# 佐々木、イン、マイマイン
『佐々木、イン、マイマイン』（ささき、イン、マイマイン）は、2020年11月27日に公開された日本映画。監督は内山拓也、主演は藤原季節。
第33回東京国際映画祭の「TOKYOプレミア2020」で、それぞれ11月3日にワールドプレミア上映、5日にQ&Aイベントが実施された。

## あらすじ
石井悠二は27歳。俳優になるために上京したものの、鳴かず飛ばずの日々を過ごし、ユキとの同棲生活もうまくはいかなくなっている。そんなある日、高校の同級生の多田と再会した悠二は、高校時代に圧倒的な存在感を放っていた同級生・佐々木との日々を思い起こす。

## キャスト
- 石井悠二：藤原季節[1]
- 佐々木：細川岳[1]
- ユキ：萩原みのり[1]
- 多田：遊屋慎太郎[1]
- 木村：森優作[1]
- 一ノ瀬灯: 小西桜子[1]
- 苗村：河合優実[1]
- 晋平：三河悠冴[1]
- 吉村：井口理（King Gnu）[1]
- 佐々木正和：鈴木卓爾[1]
- 須藤: 村上虹郎[1]
- 伊藤：伊藤公一[4]
- 前野：日向丈[4]
- 小田明夫：カトウシンスケ[4]
- 筒香：安部賢一[4]
- 上村：野川雄大[4]
- 浅尾：髙橋雄祐[4]
- 遠藤：佐野弘樹[4]
- 木戸：六車勇登[4]
- 窪田：石原理衣[4]
- 新妻：原扶貴子[4]
- 岡野：中山求一郎[4]
- クラスメイト：藤江琢磨[4]、野川大地[4]、門下秀太郎[4]、齊藤隼平[4]、田中爽一郎[4]、サトウヒロキ[4]、泉拓磨[4]、増澤璃凜子[4]、浮田恵梨子[4]、栗緒りく[4]、佐藤さき[4]、竹内ももこ[4]、米山穂香[4]、神嶋里花[4]、宮田祐奈[4]、山村孝生[4]、安達優菜[4]
- 英語教師：田中栄吾[4]
- 居酒屋客：宮田佳典[4]、中林翔平[4]、長村航希[4]、長谷川ティティ[4]
- 工場員：荒木秀行[4]、猫目はち[4]、桜まゆみ[4]、湯舟すぴか[4]、川上史津子[4]
- 舞台音響部：井之浦亮介[4]
- 舞台制作部：イトウハルヒ[4]
- 葬儀場従業員：高木珠里[4]、中村匡志[4]
- 木村孝仁：大村誉[4]
- ニュースキャスター：小口貴子[4]
- 気象キャスター：帆足美優[4]
- タカミ：柳田ありす[4]

## スタッフ
- 監督：内山拓也
- 企画・原案・脚本：内山拓也、細川岳[4][5]
- 音楽：小野川浩幸
- 撮影：四宮秀俊[4][5]、米倉伸
- 照明：秋山恵二郎[4][5]、髙井大樹[5]
- 録音・整音・MIX：紫藤佑弥[4][5]
- 美術：福島奈央花[4][5]
- 衣装：松田稜平[4][5]
- ヘアメイク：藤原玲子[4][5]
- 編集：今井大介[6]
- スチール：木村和平[4][5]
- 助監督：中村幸貴[4][5]
- 制作担当：槇原啓右[4][5]、相澤優介
- 宣伝：平井万里子、矢部紗耶香[6]
- アシスタントプロデューサー：小元咲貴子[4][5]
- プロデューサー：汐田海平[4][5]
- 配給：パルコ[4][5]
- 製作：エイゾーラボ、Shake, Tokyo[5]

## 受賞
- 2020年度新藤兼人賞 銀賞（内山拓也）[7]
- 第42回ヨコハマ映画祭（2020年度）
  - 森田芳光メモリアル 新人監督賞（内山拓也）
  - 撮影賞（四宮秀俊、『人数の町』と合わせて）
  - 最優秀新人賞（藤原季節、小西桜子）
  - 審査員特別賞（細川岳と「佐々木、イン、マイマイン」）[8]
  - 2020年度日本映画ベストテン 第10位[9]